# Helios
Helios (græsk Ἥλιος Hēlios, "sol") er solgud i den græske mytologi.
Han er søn af titanerne Hyperion og Thea og broder til Selene (Månen) og Eos (Morgenrøden). Han kører hen over himlen i en vogn, der bliver trukket af fire heste. Om natten sejler han nord om jorden ad verdensfloden Okeanos.
Navnet på grundstoffet helium samt ordet heliocentrisk er afledt af solens græske navn.
Kolossen på Rhodos forestillede Helios.
Carl Nielsen har skrevet Heliosouverturen inspireret af den græske sol.